# Nederlandske bønder på Amager
I det 16 århundrede inviterede den danske konge Christian II 184 nederlandske bønder til Amager, sydøst for København. Disse indvandrere har i flere århundreder fastholdt deres traditioner.

## Baggrunden
Mellem 1513 og 1523 var Christian II konge af Danmark. Hans højre hånd og rådgiver var af nederlandsk oprindelse, Sigbrit Willoms, og hendes datter Dyveke blev også hans elskerinde. Det er sandsynligt, at dette har spillet en rolle i interessen hos Christian II for Nederlandene.
I 1516 var der allerede forhandlinger i gang om at få nogle bønder fra Nederlandene til Danmark. Mellem juni og september 1521 besøgte Christian II Nederlandene, hvor han blev modtaget med stor hæder. Han besøgte de rige byer og havde kontakt med blandt andre Albrecht Dürer og Erasmus. Det er uklart, om der er en direkte sammenhæng mellem hans besøg i Nederlandene og ankomsten af de nederlandske kolonister til Danmark i samme år. Politiske grunde kunne have spillet en rolle - Christian II ville have indrettet det danske samfund efter en nederlandsk model.
I 1523 var kongen dog afsat. Han opholdt sig da næsten 10 år i eksil i Lier.

## Virksomhed
Allerede i 1516 kom der en lille gruppe af nederlandske bønder til Danmark. I 1521 inviterede Christian II 24 bondefamilier - i alt 184 personer fra Waterland - for at bosætte sig på øen Amager. Til gengæld for givet jord skulle indvandrerne levere grøntsager til hoffet i København. Efter kongens mening var danske landbrugere 'ikke dygtige nok til at dyrke grøntsager'. De nederlandske indvandrere fik ejendomsretten over hele øen Amager med undtagelse af landsbyen Dragør. Den oprindelige danske befolkning på Amager blev flyttet. Indvandrerne blev fritaget for dansk skat og fik privilegier såsom deres eget juridiske system og ret til jagt og fangst af næsten alle slags fugle og fisk.

## Assimilation
Da Christian II i 1523 blev afsat, krævede de nye herskere i første omgang, at alle nederlændere skulle forlade Danmark, men til sidst blev det besluttet, at det område, de ejede, blev reduceret til kun den sydlige del af Amager - kaldet Store Magleby. Denne tilstand fortsatte med at eksistere under senere konger.
Snart fik de nederlandske landmænd megen velstand og indflydelse, som resulterede i rivalisering med danskere. I 1574 blev det besluttet, at de nederlandske landmænd igen måtte bosætte sig udenfor det sydlige Amager, men at afgiftsfritagelsen blev afskaffet. Omkring år 1600 blev der af indvandrerne bygget en havn i Dragør. I 1817 døde deres sidste foged Dirch Corneliussen. Derefter blev indvandrernes eget juridiske system afskaffet i 1823, og med den ophørte deres retlige undtagelsesposition.

### Sprog og traditioner
Især i de første år fandt indvandrerne kun deres ægtefæller blandt deres egne. I løbet af årene udviklede der blandt dem deres egen dialekt, kaldet Amagerhollandsk. Først fra 1811 blev det pålagt, at gudstjenester og skoletimer skulle foregå på dansk i stedet for på amagerhollandsk. Selv derefter blev der i lang tid talt en dialekt som var en blanding af nederlandsk, plattysk og dansk.
På en mindeplade på kirken i Store Magleby kan der læses en tekst i denne dialekt.
Deres retssystem blev udøvet af en foged, der var valgt af deres midte. Indvandrerne havde deres egen traditionelle klædedragt, som kan ses i malerier af Julius Exner.

### Rester
Der er ingen bygninger tilbage fra det tidspunkt, hvor de første indvandrere bosatte sig. Årsagen til dette er en række brande mellem 1658 og 1821, som var resultatet af Svenskekrigene. I 1922 kom dronning Wilhelmina af Nederlandene på et statsbesøg i Danmark, hvor hun også besøgte Store Magleby.
Anno 2015 er der stadig en vis rivalisering og kulturelle forskelle mellem Store Magleby og nabobyen Dragør. I 1971 var der stadig en fjerdedel af beboerne på Amager der var af nederlandsk oprindelse.
Maleren Julius Exner har lavet flere malerier fra Amager i 1800-tallet hvor han boede hos en familie af nederlandsk oprindelse.

## Oprindelse
Blandt nogle eksperter hersker der tvivl, om indvandrerne var af nederlandsk eller flamsk oprindelse. Regionen Waterland ville være alt for sumpet til at dyrke grøntsager, og forværrede betingelser for landbruget kan også være grunden til udvandringen. Ifølge en etymolog stammer mange af efternavnene fra den nærliggende Vestfriesland.

## Senere nederlandske indvandring til Danmark
Danmark er i starten af det énogtyvende århundrede den næstmest populære destination for udvandrende landmænd fra Nederlandene. Også de nuværende nederlandske indvandrere er mere succesfulde end de danske landmænd. Det ser ud til, at ifølge forskning arbejder de nederlandske bønder hårdere end danskere og anvender mere moderne landbrugsmetoder.
I 2010 tog Skive kommune kontakt til en konsulentvirksomhed for at lokke nederlandske indvandrere til øen Fur. Målet var at få 100 nederlændere ville bosætte sig på Fur. To år senere var kun fire flyttet til øen.